# Speicher Döhren 1
Der ehemalige Speicher Döhren 1 in Stühren, Bassum, fünf Kilometer nördlich vom Kernort, wurde im frühen 19. Jahrhundert gebaut.
Das Gebäude ist ein Baudenkmal in Bassum.

## Geschichte
Der eingeschossige Speicher in Fachwerk mit Steinausfachungen, Satteldach und Inschrift („Wer Gott vertraut hat wohlgebaut im Himmel und auf Erden Johann Hake und Anna Marg geb. Pleuß aus Brammer, 27. April, D 1816“) wurde 1816 gebaut. Nach der Sanierung und einem Umbau dient er heute als Wohn- oder Wochenendhaus.